# La canción de la linterna
La canción de la linterna (歌行燈 Uta andon?) es una película dramática japonesa de 1943 escrita por Mantarō Kubota y dirigida por Mikio Naruse. Está basada en una novela de Kyōka Izumi.

## Sinopsis
Japón en la era Meiji: Kitahachi, hijo del famoso actor de noh Genzaburo Onchi, es repudiado por su padre después de que este humillara al cantante de noh, Sozan, quien luego se suicida. Además, Genzaburo prohíbe a Kitahachi volver a actuar. Cuando Kitahachi, que ahora se gana la vida como músico callejero, se entera de que la hija de Sozan, Osode, intenta encontrar trabajo como geisha pero lucha con su incapacidad para tocar un instrumento, le enseña el arte de la danza noh. Durante su estancia en Kuwana, Genzaburo queda impresionado por las habilidades de baile de Osode y, al enterarse de que Kitahachi le enseñó, se reúne con su hijo.

## Reparto
- Shōtarō Hanayagi como Kitahachi Onchi
- Isuzu Yamada como Osode
- Ichijirō Ōya como Genzaburo Onchi
- Masaro Muata como Sozan
- Eijirō Yanagi como Jirozo
- Kan Ishii como Henmi Sessou
- Eiichi Seto como Gen-ichi

## Antecedentes
Para la película Mantarō Kubota adaptó la novela La canción de la linterna (歌行燈) de  Kyōka Izumi, pero debido a retrasos en la producción de la película, se convirtió por primera vez en una obra de teatro en el Teatro Meiji-za en julio de 1940, y luego se adaptó al cine en 1943. Esta obra fue creada en un momento en que la industria cinematográfica también estaba controlada por las autoridades debido a la Ley de Movilización General del Estado durante la Guerra del Pacífico y florecía el «geido-mono» que se centraba en las antiguas artes escénicas tradicionales japonesas.
La canción de la linterna está protagonizada por Shōtarō Hanayagi, un popular actor de teatro shinpa y de cine, que ya había aparecido previamente interpretando el papel principal en La historia del último crisantemo (1939) de Kenji Mizoguchi, que también retrataba a un actor de teatro durante el período Meiji.

## Recepción
Según la biógrafa de Naruse, Catherine Russell, el director se enfrentó a numerosas interferencias del Ministerio del Interior durante la producción de la película, y aunque califica el carácter sumiso de Osode de «poco desarrollado», destaca la elegancia de algunas de las secuencias de la película.
En su reseña de 2005 para la revista Slant Magazine, Keith Uhlich calificó está película como una «obra embriagadora» y una «maravilla visual», comparable a las obras de Mizoguchi.
La canción de la linterna se proyectó en el Museo de Arte Moderno (MoMA) en 1985 y en el Archivo Cinematográfico de Harvard en 2005 como parte de sus retrospectivas sobre Mikio Naruse.